# Padern
Padern es una localidad  y comuna francesa, situada en el departamento del Aude en la región administrativa de Languedoc-Rosellón y la región natural de Corbierès, atravesada por el río Verdouble.
Sus habitantes reciben el gentilicio en francés Padernais.

## Demografía
| 308 | 334 | 354 | 364 | 556 | 519 | 558 | 522 | 558 | 502 | 450 | 446 | 579 | 532 | 565 | 508 | 499 | 429 | 447 | 452 | 428 | 389 | 414 | 442 | 411 | 378 | 381 | 283 | 209 | 168 | 145 | 140 |
| Para los censos de 1962 a 1999 la población legal corresponde a la población sin duplicidades (Fuente: INSEE [Consultar]) |     |     |     |     |     |     |     |     |     |     |     |     |     |     |     |     |     |     |     |     |     |     |     |     |     |     |     |     |     |     |     |